# قائمة حكام مصر في العهد اليوناني والبطلمي
حكام مصر الهلنستيون هم مجموعة من الحكام الذين حكموا مصر منذ سيطرتهم عليها. كانت مصر خاضعة لحكم الإمبراطورية الأخمينية الفارسية حتى قدوم الإسكندر الأكبر إذ انتزعها من سيطرة الفرس وضمها إلى مملكته. بعد هذا الانتصار على الفرس، اعتلى الإسكندر عرش مصر واتخذ لقب الفرعون ولقبه المصريون بابن الإله آمون. بهذا التتويج بدأ عصر جديد في تاريخ مصر القديمة ويسمى العصر الهيلنستي أو العهد اليوناني والذي تبعه العهد البطلمي. أسس الإسكندر الأكبر عاصمة له في مصر على جزيرة تسمى فاروس وأمر بردم المياه بينها وبين اليابسة عند قرية تسمى راقودة لتصبح فيما بعد مدينة الإسكندرية. لم يبقَ الإسكندر طويلاً في مصر وانطلق للتوسع في الأراضي التابعة للأخمينيين حتى مات في بابل. ترك الإسكندر وراءه إمبراطورية مترامية الأطراف فتقاسمها قادة جيوشه بينهم وكانت مصر من نصيب القائد العسكري بطليموس الأول الذي أسس مملكة له باسم المملكة البطلمية واتخذ الإسكندرية عاصمةً لها.
تبنى البطالمة تقليد الزواج من الأخوات كسابقيهم من ملوك مصر القديمة.

## القائمة
| ر.                                    | الملك (الميلاد – الوفاة)                                                            | صورة                               | العهد (البداية – النهاية)          | الزوج (الميلاد – الوفاة) | ملاحظات |
| الأسرة الأرغية (332 ق م – 309 ق م)    | الأسرة الأرغية (332 ق م – 309 ق م)                                                  | الأسرة الأرغية (332 ق م – 309 ق م) | الأسرة الأرغية (332 ق م – 309 ق م) | الأسرة الأرغية (332 ق م – 309 ق م) | الأسرة الأرغية (332 ق م – 309 ق م) |
| ------------------------------------- | ----------------------------------------------------------------------------------- | ---------------------------------- | ---------------------------------- | --- | --- |
| 1                                     | الإسكندر الثالث المقدوني Ἀλέξανδρος ὁ Μέγας (356 ق م – 323 ق م)                     |                                    | 332 ق م – 323 ق م                  | روكسانا (340 ق م – 310 ق م) الأبناء: أيغوس ستاتيرا (346 ق م – 323 ق م) باريساتيس (غير معروف – 323 ق م) | - سيطر على مصر عام 332 ق م. - دُفن في الإسكندرية في مكان غير معروف. |
| 2                                     | فيليبوس الثالث أرياديوس Φίλιππος Γ' Αρριδαίος (359 ق م – 317 ق م)                   |                                    | 323 ق م – 317 ق م                  | يوريديكا (غير معروف – 317 ق م) | - أخو الإسكندر الأكبر من الأب - حكم بالتشارك مع أيغوس بن الإسكندر بعد أن وُلد - حكم الإمبراطورية تحت وصاية بيرديكاس |
| 3                                     | الإسكندر الرابع أيغوس Ἀλέξανδρος Aἰγός (323 ق م – 309 ق م)                          |                                    | 317 ق م – 311 ق م                  | | - حكم بالتشارك مع عمه فيليبوس الثالث أرياديوس - حكم الإمبراطورية تحت وصاية بيرديكاس |
| الأسرة البطلمية                       |                                                                                     |                                    |                                    | | |
| 4                                     | بطليموس الأول سوتير Πτολεμαίος Σωτήρ (367 ق م – 283 ق م)                            |                                    | 305 ق م – 285 ق م                  | أرتاكاما (غير معروف – 324 ق م) يوريديس (غير معروف) الأبناء: 5، منهم كيراونوس و‌مليغر و‌ليساندرا برنيكي الأولى (340 ق م – غير معروف) الأبناء: 3، هم أرسينوي و‌فيلوتيرا و‌فيلادلفوس                                     | - كانت ولاية مصر من نصيبه بعد التقسيم بمجمع بابل - مؤسس سلالة البطالمة |
| 5                                     | بطليموس الثاني فيلادلفوس Πτολεμαῖος Φιλάδελφος (308 أو 309 ق م – 246 ق م:44–46)     |                                    | 284 ق م:24–25 – 246 ق م            | أرسينوي الأولى (305 ق م – 248 ق م) الأبناء: 3، هم إرغيطيس و‌ليسيماخوس و‌برنيكي أرسينوي الثانية (316 ق م – غير معروف)                                                                                                | - تزوج من أخته أرسينوي الثانية بعد موت زوجها ليسيماخوس |
| 6                                     | بطليموس الثالث إرغيطيس Πτολεμαίος Εὐεργέτης (246 ق م – 222 ق م)                     |                                    | 246 ق م – 222 ق م                  | برنيكي الثانية (267 أو 266 ق م – 221 ق م) الأبناء: 5، منهم فيلوباطور و‌آرسينوي و‌ماغاس | |
| 7                                     | بطليموس الرابع فيلوباطور Πτολεμαῖος Φιλοπάτωρ (244 ق م – 204 ق م)                   |                                    | 221 ق م – 204 ق م                  | آرسينوي الثالثة (246 أو 245 ق م – 204) الأبناء: أبيفانس | - تزوج من أخته آرسينوي - قامت عليه ثورة في الجنوب |
| ثورة الجنوب (205 ق م – 185 ق م)       |                                                                                     |                                    |                                    | | |
| –                                     | حورينفير (غير معروف)                                                                |                                    | 205 ق م – 197 ق م                  | | - يُعتقد أنه من أصل نوبي |
| –                                     | عنخوينيفر (غير معروف)                                                               |                                    | 199 ق م – 185 ق م                  | | - يُعتقد أن والده هو حورينفير |
| استعادة الجنوب                        |                                                                                     |                                    |                                    | | |
| 8                                     | بطليموس الخامس أبيفانس Πτολεμαῖος Ἐπιφανής Εὐχάριστος (210 ق م – 180 ق م)           |                                    | 205 ق م – 180 ق م                  | كليوباترا الأولى (204 ق م – غير معروف) الأبناء: 3، هم فيلوميطور و‌إرغيطيس فسكون و‌كليوباترا | |
| 9                                     | بطليموس السادس فيلوميطور Πτολεμαῖος Φιλομήτωρ (186 ق م – 145 ق م)                   |                                    | 180 ق م – 164 ق م                  | كليوباترا الثانية (185 ق م – 116 أو 115 ق م) الأبناء: 5، منهم إباتور و‌نيوس فيلوباطور و‌كليوباترا ثيا و‌كليوباترا الثالثة                                                                                            | - تزوج من أخته كليوباترا |
| 10                                    | بطليموس الثامن إرغيطيس الثاني فسكون Πτολεμαῖος Εὐεργέτης Τρύφων (184 ق م – 116 ق م) |                                    | 171 ق م – 163 ق م                  | | - أعلنه السكندريون حاكمًا عام 170 ق م - حكم بالتشارك مع بطليموس السادس من 169 ق م حتى 164 ق م |
| 9 (2)                                 | بطليموس السادس فيلوميطور                                                            |                                    | 163 ق م – 145 ق م                  | انظر السابق | - استعاد الحكم من بطليموس الثامن عام 163 ق م |
| 11                                    | بطليموس السابع نيوس فيلوباطور Πτολεμαῖος Νέος Φιλοπάτωρ (غير معروف)                 |                                    | 145 ق م – 144 ق م                  | | - حكم بالتشارك مع آرسينوي الثالثة |
| 10 (2)                                | بطليموس الثامن إرغيطيس الثاني فسكون                                                 |                                    | 144 ق م – 131 ق م                  | كليوباترا الثالثة (غير معروف – 101 ق م) الأبناء: 5، هم سوتير الثاني و‌الإسكندر الأول و‌تريفينا و‌كليوباترا و‌كليوباترا سيليني كليوباترا الثانية                                                                       | - تزوج من كليوباترا الثالثة ابنة أخيه بطليموس السادس وأخته كليوباترا الثانية - تزوج من أخته كليوباترا الثانية بعد وفاة زوجها (وأخيهما) بطليموس السادس                                                                               |
| ثورات ضد حكم البطالمة (131 – 127 ق م) |                                                                                     |                                    |                                    | | |
| –                                     | بطليموس ممفيس                                                                       |                                    | 131 ق م                            | | - أعلنته كليوباترا الثانية حاكمًا - قتله بطليموس الثامن |
| –                                     | حارسيسي (غير معروف – 130 ق م)                                                       |                                    | 131 ق م – 130 ق م                  | | - آخر المصريين الذي أطلقوا على أنفسهم لقب الفرعون |
| استعادة الحكم والسيطرة                |                                                                                     |                                    |                                    | | |
| 10 (3)                                | بطليموس الثامن إرغيطيس الثاني فسكون                                                 |                                    | 127 ق م – 116 ق م                  | انظر السابق | |
| 12                                    | بطليموس التاسع سوتير الثاني Πτολεμαῖος Σωτήρ (143 أو 142 ق م – 81 ق م)              |                                    | 116 ق م – 110 ق م                  | كليوباترا الرابعة (غير معروف – 112 ق م) كليوباترا سيليني الأولى (غير معروف – 69 ق م) الأبناء: برنيكي الأبناء (مجهولي الأم): أولطس و‌بطليموس                                                                        | - تزوج من أخته كليوباترا الرابعة - حكم بالتشارك مع كليوباترا الثالثة بعد مقتل زوجته كليوباترا الرابعة - تزوج من أخته كليوباترا سيليني الأولى - طلَّق زوجته كليوباترا سيليني الأولى عام 107 ق م                                        |
| 13                                    | بطليموس العاشر الإسكندر الأول Πτολεμαῖος Ἀλέξανδρος (140 أو 139 ق م – 88 أو 87 ق م) |                                    | 110 ق م – 88 ق م                   | | - تزوج من أخته كليوباترا سيليني الأولى - تزوج من برنيكي الثالثة ابنة أخيه بطليموس التاسع وأخته كليوباترا سيليني الأولى |
| 14                                    | بطليموس الحادي عشر الإسكندر الثاني Πτολεμαῖος Ἀλέξανδρος (غير معروف)                |                                    | 88 ق م                             | برنيكي الثالثة | - نصبه سولا حاكمًا - تزوج من برنيكي الثالثة أرملة أبيه ثم قتلها بعد 19 يومًا - أعدمه الشعب دون محاكمة بسبب قتله لبرنيكي |
| 15                                    | بطليموس الثاني عشر أولطس Πτολεμαῖος Αὐλητής (117 ق م – 51 ق م)                      |                                    | 80 ق م – 51 ق م                    | كليوباترا الخامسة (غير معروف) الأبناء: 6، هم ثيوس فيلوباطور و‌بطليموس و‌كليوباترا فيلوباطور و‌كليوباترا تريفينا و‌أرسينوى و‌برينيكي إبيفانيا                                                                           | - تزوج من أخته كليوباترا الخامسة - هرب إلى روما عام 58 ق م بعد ثورة سكان الإسكندرية عليه ثم عاد لاحقًا عام 55 ق م - حكم بالتشارك مع بناته الثلاثة كليوباترا تريفينا وبرينيكي إبيفانيا وكليوباترا فيلوباطور في فترات مختلفة           |
| 16                                    | بطليموس الثالث عشر ثيوس فيلوباطور Πτολεμαῖος Θεός Φιλοπάτωρ (62 أو 61 ق م – 47 ق م) |                                    | 51 ق م – 47 ق م                    | كليوباترا السابعة فيلوباطور | - تزوج من أخته كليوباترا فيلوباطور - تصارع مع أختيه كليوباترا وأرسينوى على السلطة |
| 17                                    | بطليموس الرابع عشر Πτολεμαῖος (60 أو 59 ق م – 44 ق م)                               |                                    | 47 ق م – 44 ق م                    | كليوباترا السابعة فيلوباطور | - تزوج من أخته كليوباترا فيلوباطور بعد مقتل أخيه بطليموس ثيوس فيلوباطور - قُتل في روما بعد اغتيال يوليوس قيصر |
| 18                                    | كليوباترا السابعة فيلوباطور Κλεοπᾰ́τρᾱ Φιλοπάτωρ (69 ق م – 30 ق م)                   |                                    | 44 ق م – 30 ق م                    | بطليموس الثالث عشر ثيوس فيلوباطور يوليوس قيصر (100 ق م – 44 ق م) الأبناء: بطليموس قيصرون بطليموس الرابع عشر ماركوس أنطونيوس (83 ق م – 30 ق م) الأبناء: 3، هم الإسكندر هيليوس و‌كليوباترا سيليني و‌بطليموس فيلادلفوس | - تحالفت مع يوليوس قيصر ضد أخيها بطليموس الثالث عشر - لم تتزوج يوليوس قيصر رسميًا ولكنها أنجبت منه طفل يدعى قيصرون - تزوجت من ماركوس أنطونيوس غريم أغسطس قيصر - انتحرت بالسم بعد هزيمة جيشها على يد الجيش الروماني بقيادة أغسطس قيصر |